# カッタンクディ
カッタンクディ（タミル語: காத்தான்குடி, シンハラ語: කාත්තාන්කුඩි, 英語: Kattankudyは、スリランカ東部州バッティカロア県にある町。ベンガル湾に面した港町で、国内では珍しくムスリムが多数派を占める。面積2.56km²。

## 人口動態
| 民族                                           | 人口   | 割合（%） |
| ---------------------------------------------- | ------ | --------- |
| ムーア人                                       | 40,124 | 98.01     |
| インド・タミル                                 | 153    | 0.80      |
| シンハラ人                                     | 36     | 0.05      |
| スリランカ・タミル                             | 20     | 0.02      |
| その他（バーガー人、スリランカ・マレーを含む） | 23     | 0.02      |
| 合計                                           | 40,356 | 100       |

| 宗教         | 人口   | 割合（%） |
| ------------ | ------ | --------- |
| イスラム教   | 40,254 | 98.01     |
| ヒンドゥー教 | 50     | 0.49      |
| 仏教         | 38     | 0.39      |
| キリスト教   | 13     | 0.12      |
| その他       | 1      | 0.01      |
| 合計         | 40,356 | 100.0     |

出典:statistics.gov. lk

## カッタンクディの虐殺
1990年8月3日に発生したテロ事件である。4ヶ所のモスクがタミル人戦闘員によって襲撃され、イスラム教徒の男性、男児が合わせて147人虐殺された。

## スマトラ島沖地震に伴う津波被害
2004年に発生したスマトラ島沖地震によって発生した津波がカッタンクディに押し寄せ、死者およそ108名、行方不明者93名が発生した。また、およそ2,500棟の家屋が被害を受けた。